# Energia primària
L'energia primària és una font d'energia que s'utilitza directament sense procés de conversió. En la forma de foc de llenya per cuinar o escalfar, és la més antiga forma d'energia, però també la menys eficient, per què molta energia és perd. Malgrat la ineficiència i l'efecte nefast per a la salut per les fums tòxiques, el 2022 encara un terç de la població mundial cuinava a foc obert.
Algunes energies primàries són la solar, l'eòlica, la geotèrmica i la que es lliura per la combustió de combustibles que poden ser nuclear, fòssils (gas natural, fuel, carbó, etc.), sintètics com el biogàs o els electrocarburants, biomassa o residus cremats amb recuperació energètica. L'electricitat sempre és una energia secundària, resultat d'una transformació d'una font d'energia, que pot ser renovable o no renovable. «Electricitat renovable» de fet és una drecera per dir «electricitat d'origen de fonts energia primària renovable».
L'energia primària sempre és molt superior a l'energia final. A la transformació sempre se'n perd una part en forma de calor. L'exemple més típic d'energia no primària és l'electricitat, tampoc no ho és l'hidrogen que es fa servir com a combustible, per exemple. El fet que una energia sigui primària no vol dir que no estigui sotmesa a cap mena de tractament o de procés industrial. Aquestes energies no es transformen en altres formes d'energia, però sí que cal tractar-les per a millorar i fer regular-ne la qualitat, extreure components tòxics o contaminants, extreure matèries més cares, que es poden vendre per a altres usos, etc.
L'any 2007 a Catalunya es van consumir 23,8 milions de tep d'energia primària, dels quals el 48% era petroli, el 25% gas natural, el 20% energia nuclear i el 7% la resta. Si es pren la generació elèctrica segons el mix català, resulta que l'energia nuclear és la que té més pes com a font d'energia primària a Barcelona. L'any 1999, la distribució del consum d'energia primària per fonts d'energia hi era així: 49% nuclear, 23% gas natural, 18% combustibles líquids (petroli i derivats), 4% gasos liquats del petroli (GLP), 4% hidràulica, 1% de carbó i 1% d'energies renovables.